# Ambulanz Millich
Ambulanz Millich mit Sitz in Kessin in Mecklenburg-Vorpommern ist eine aus den beiden Unternehmen Ambulanz Millich Rettungsdienst GmbH und Ambulanz Millich Krankentransport / Fahrdienst GmbH & Co. KG bestehende Unternehmensgruppe, welche in der Notfallrettung, im Krankentransport sowie im Behindertenfahrdienst aktiv ist.

## Unternehmen
Das Unternehmen wurde im Jahr 1991 gegründet und ist seitdem im Rettungsdienst in Mecklenburg-Vorpommern aktiv. Es unterhält zwei Rettungswachen in Kessin und Rövershagen. Von einem weiteren Standort in Rostock aus wird der qualifizierte Krankentransport sowie der Behindertenfahrdienst durchgeführt. Das Unternehmen verfügt über eine anerkannte Lehrrettungswache und ist in den Katastrophenschutz des Landkreises Rostock eingebunden.
Stand 2016 verfügte das Unternehmen über rund 100 Mitarbeiter und 14 Einsatzfahrzeuge.

## Notarzteinsatzhubschrauber
Über lange Jahre deutschlandweit einmalig war der vom Unternehmen betriebene Notarzteinsatzhubschrauber (NEH) (Rufname Rettung 029-01-82-01 bzw. Heli Kessin früher auch Rettung Doberan 64-82-1). Der Flugbetrieb wird von der Heli-Flight GmbH & Co. KG, Reichelsheim mit einem Hubschrauber des Typs Robinson R44 Raven durchgeführt. Heli-Flight stellt auch die Piloten für den Einsatz. Er wird von Millich seit 1995 im relativ dünn besiedelten Mecklenburg-Vorpommern als „fliegender Notarztzubringer“ eingesetzt. Der Hubschrauber ist dabei wie ein herkömmliches, landgebundenes Notarzteinsatzfahrzeug ausgerüstet und bemannt (Notarzt und Notfallsanitäter bzw. Rettungsassistent). Hinzu kommt ein Pilot. Im Gegensatz zu einem Rettungshubschrauber kann ein Patiententransport mit der eingesetzten Maschine vom Baumuster Robinson R44 nicht durchgeführt werden.
Erst im Jahr 2011 wurde mit dem am Flugplatz Hartenholm stationierten KUNO-SH-01 ein zweiter NEH in Dienst gestellt. Dieser absolvierte jedoch nur einen mehrmonatigen Probebetrieb und musste danach wegen Finanzierungsproblemen stillgelegt werden. Stand Mai 2020 stellt Ambulanz Millich somit wieder den einzigen NEH Deutschlands.

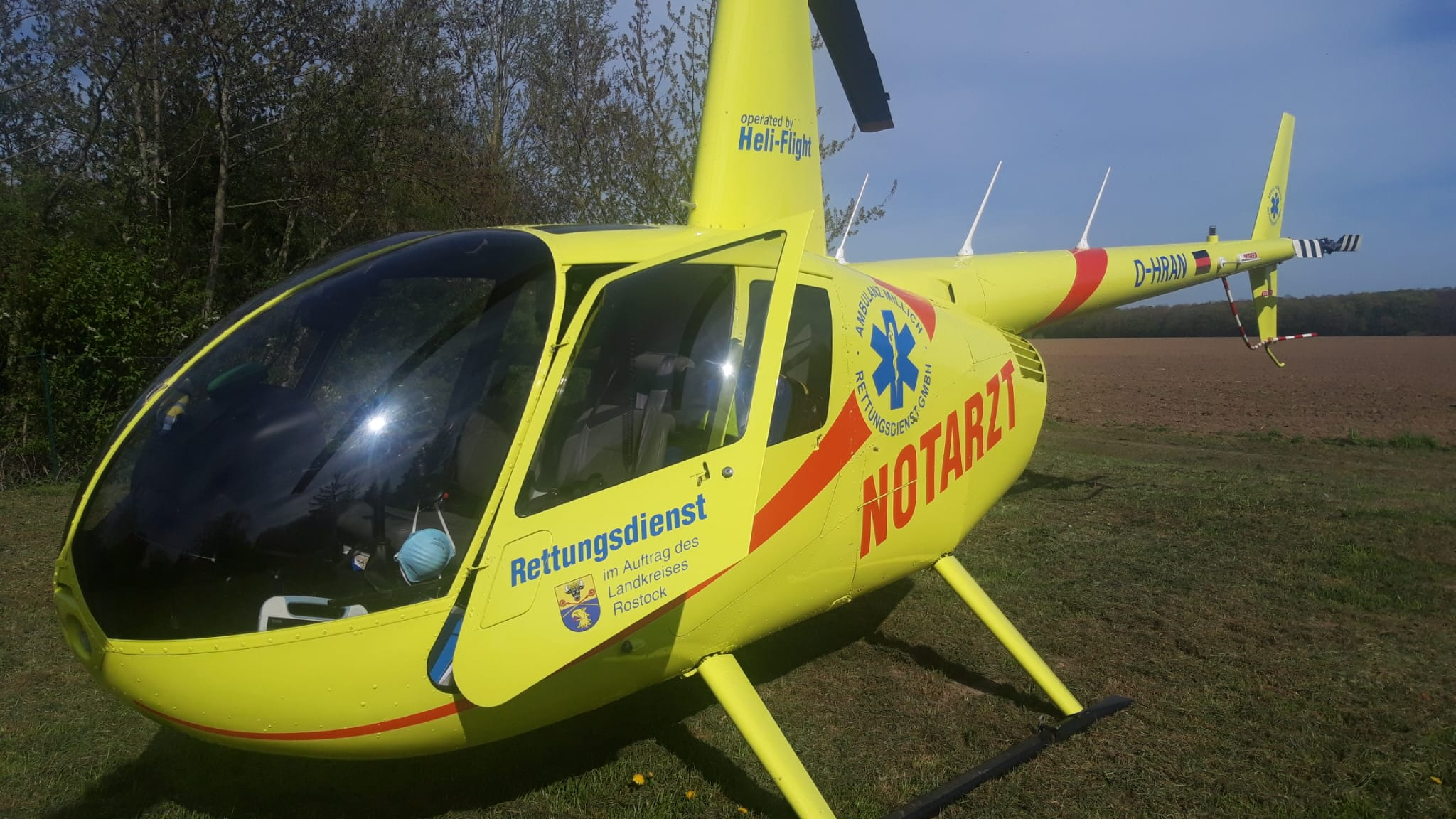
Einsatzhelikopter vom Typ Robinson R44 Raven am Einsatzort in Lambrechtshagen.

### Notarzteinsatzhubschrauber
| Rufname              | Stadt                         | Land | Flugbetrieb durch                       | Lage                | Internet   | Bemerkung                                       |
| -------------------- | ----------------------------- | ---- | --------------------------------------- | ------------------- | ---------- | ----------------------------------------------- |
| Rettung 029-01-82-01 | Dummerstorf (Ortsteil Kessin) | MV   | Heli-Flight GmbH & Co. KG, Reichelsheim | 54.038356 12.210926 | Datenblatt | Aktuelles Kennzeichnen: D-HFJA (Stand Mai 2025) |